# Delfzijl
Delfzijl es una ciudad portuaria de los Países Bajos, perteneciente al municipio de Eemsdelta en la provincia de Groninga. Junto a la vecina ciudad de Appingedam, forma una conurbación en la cual vive más de la mitad de la población del municipio.
En 2021, la ciudad tenía una población de 15 240 habitantes.

## Historia
Delfzijl se estableció en el lugar donde se conectaban tres esclusas (en neerlandés: zijlen). En 1317, se construyó una esclusa en el Delf, un canal que ahora forma parte del Damsterdiep. Delfzijl ha sido el principal puerto marítimo de Groninga desde la época medieval.
En 1580 se construyeron en Delfzijl un baluarte cuadrado y una iglesia. La fortificación se amplió con seis bastiones en 1591. También en 1591 el príncipe Mauricio de Orange visitó el puerto con una flota de 150 barcos, lo que supuso la toma de la ciudad a los españoles por un ejército combinado holandés e inglés. En 1594, Francisco Verdugo intentó sin éxito capturar la fortaleza de Delfzijl. En 1628, Piet Hein amarró su flota de plata en Delfzijl La primera batalla naval de la Guerra de los Ochenta Años se libró en las cercanías, en 1658, en el estuario del Eems, entre fuerzas holandesas al mando de Jan Abels y fuerzas españolas al mando de François van Boshuizen. Una flota de navíos holandeses procedentes de las Indias Occidentales desembarcó aquí en 1665 al mando del almirante Michiel de Ruyter, evitando a la flota inglesa que bloqueaba la costa holandesa. La fortificación y las esclusas sufrieron daños durante la inundación de Navidad de 1717.
El municipio se creó en 1808 durante el Reino de Holanda. Posteriormente en 1810 fue anexionado al Imperio Francés, las tropas francesas permanecieron en el municipio hasta el 23 de mayo de 1814. Siendo la última población neerlandesa que abandonaron.
En 1990 se amplió el municipio al agregarse Bierum y Termuntem, dos antiguos municipios. Está comunicado por tren con Groninga. En 1992 la ciudad recibió el Premio de Europa otorgado por el Consejo de Europa.
El municipio desapareció el 1 de enero de 2021, cuando se fusionó con Appingedam y Loppersum para formar el actual municipio de Eemsdelta.

## Patrimonio
Georges Simenon pasó alguna temporada en el puerto de Delfzijl y aquí habría concebido al comisario Maigret, a quien se dedicó una estatua junto al Damsterdiep, el canal que une Delfzijl con Groninga. La estatua fue inaugurada por el propio Simenon en 1966. En el municipio se conservan también tres antiguas esclusas y varios búnkeres y refugios construidos por los ocupantes alemanes durante la Segunda Guerra Mundial.

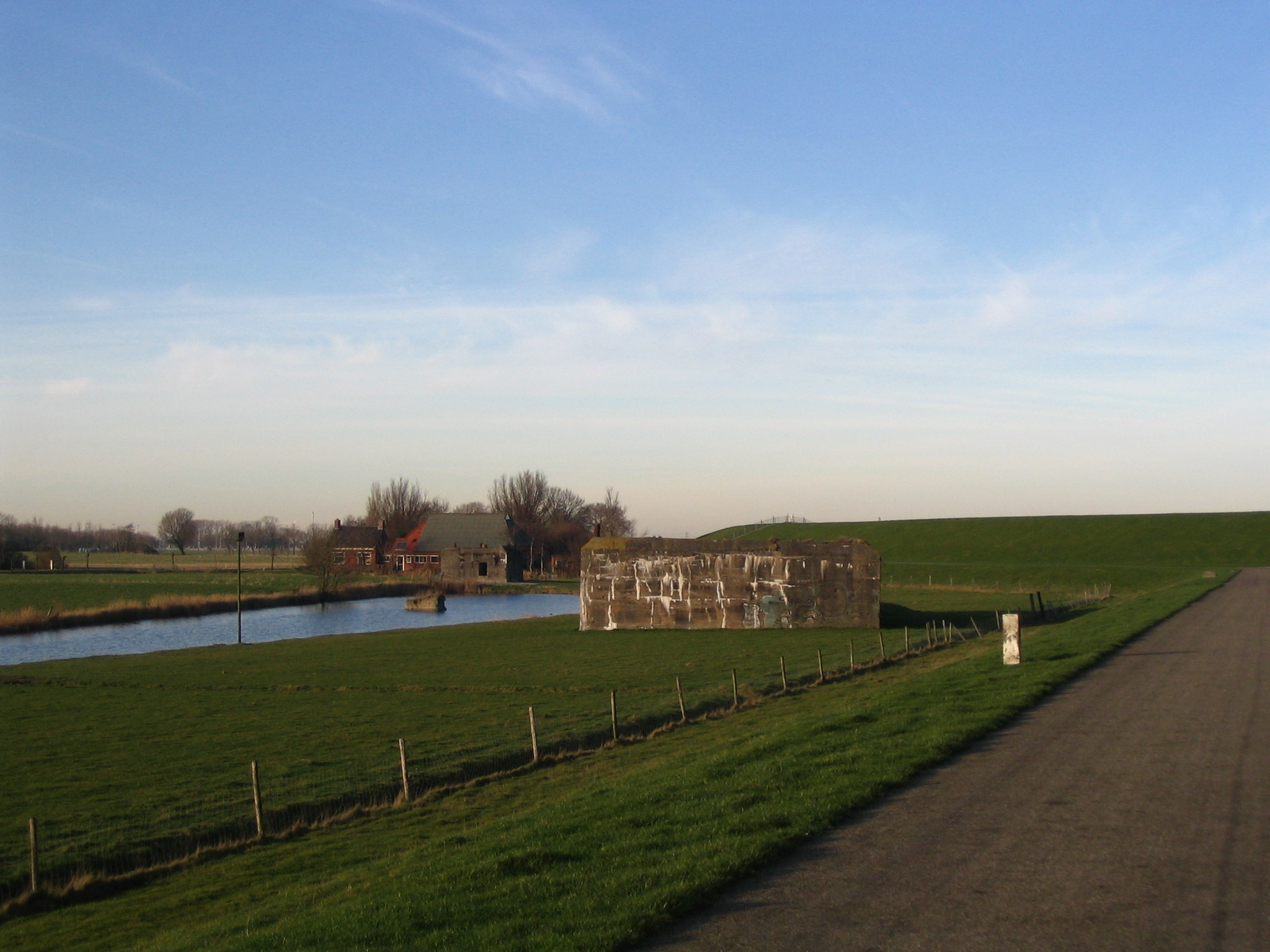
Búnker en Delfzijl.
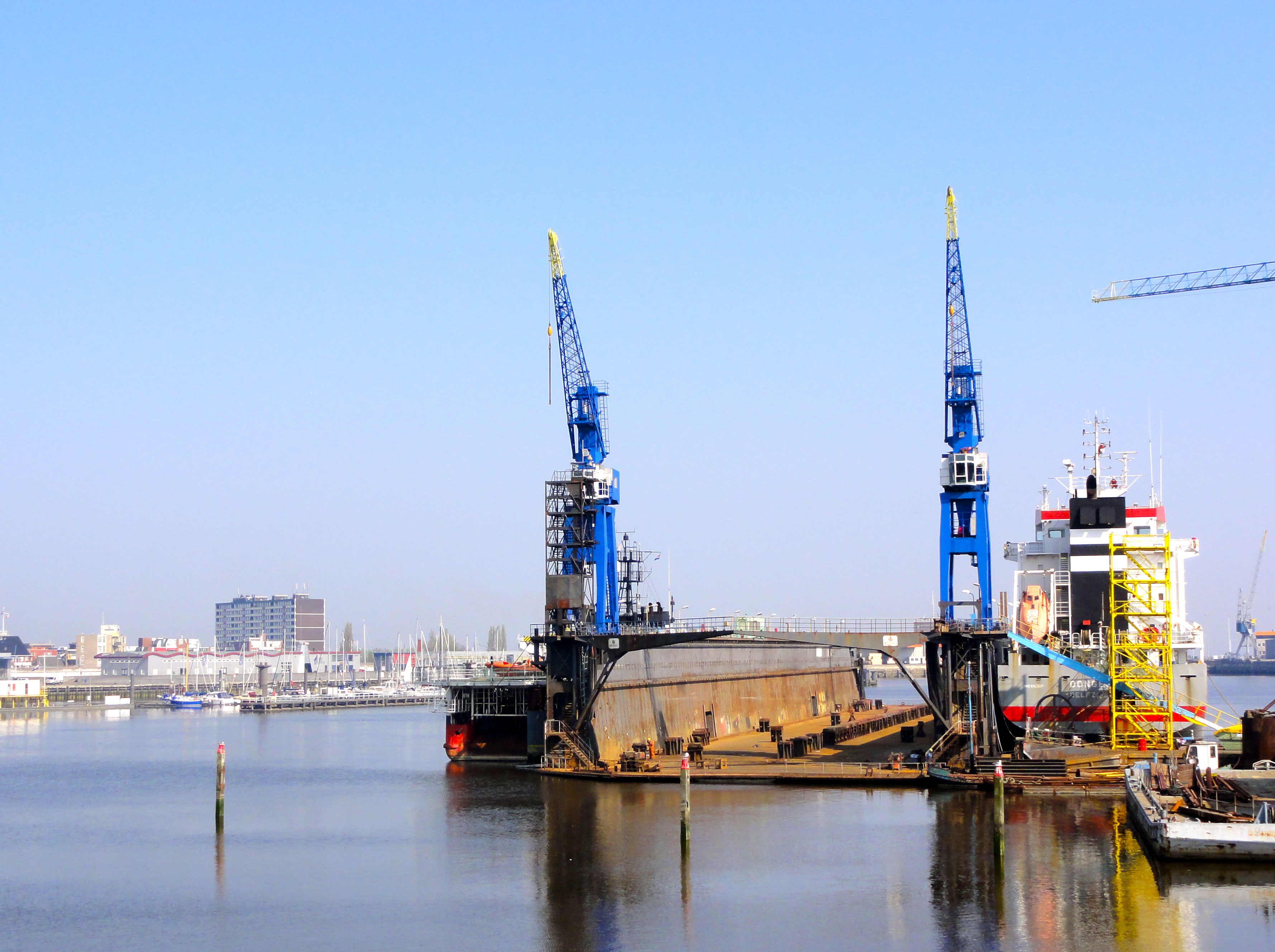
El puerto de Delfzijl.
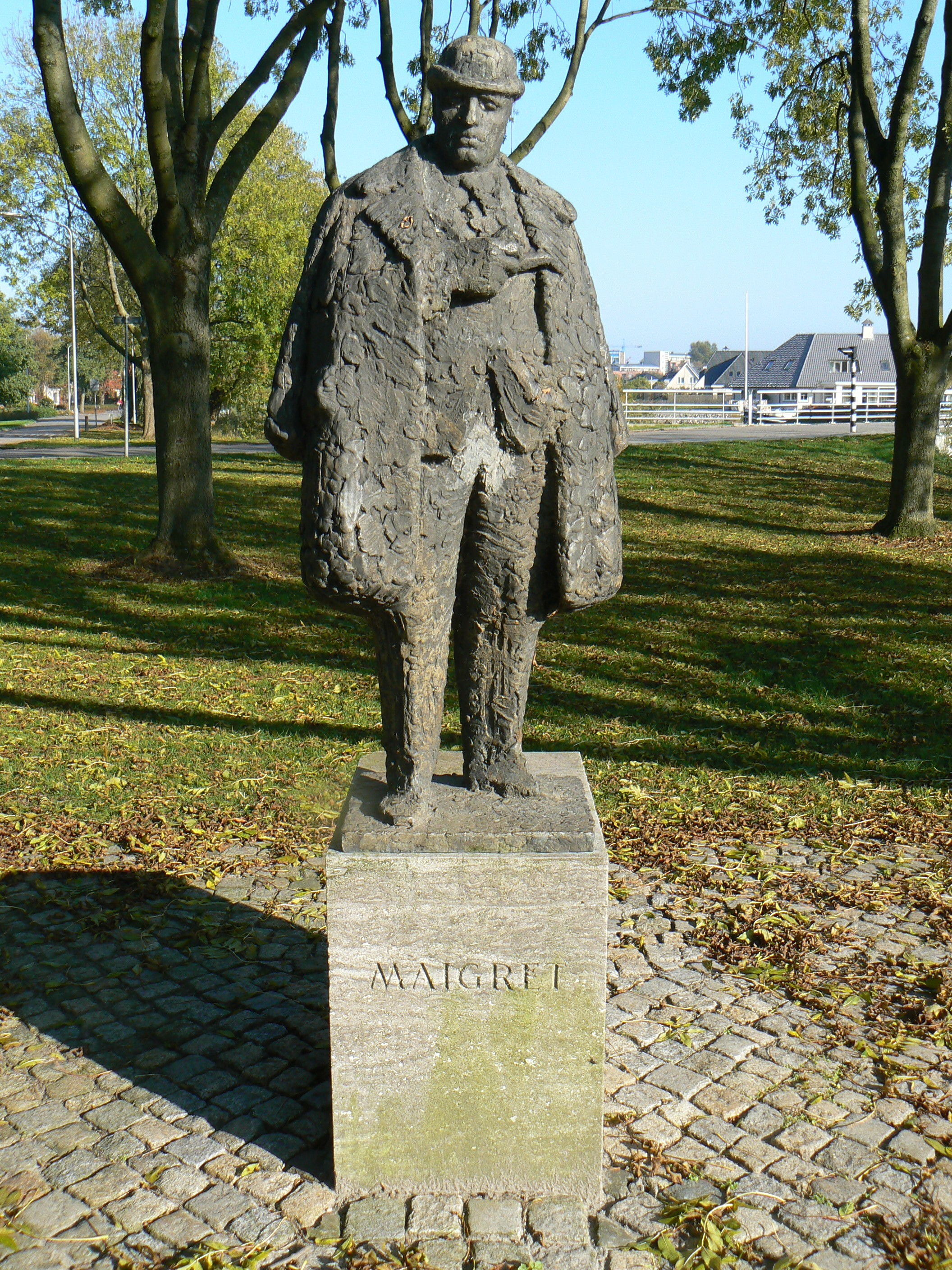
Estatua de Maigret junto al canal.